# علف هرز

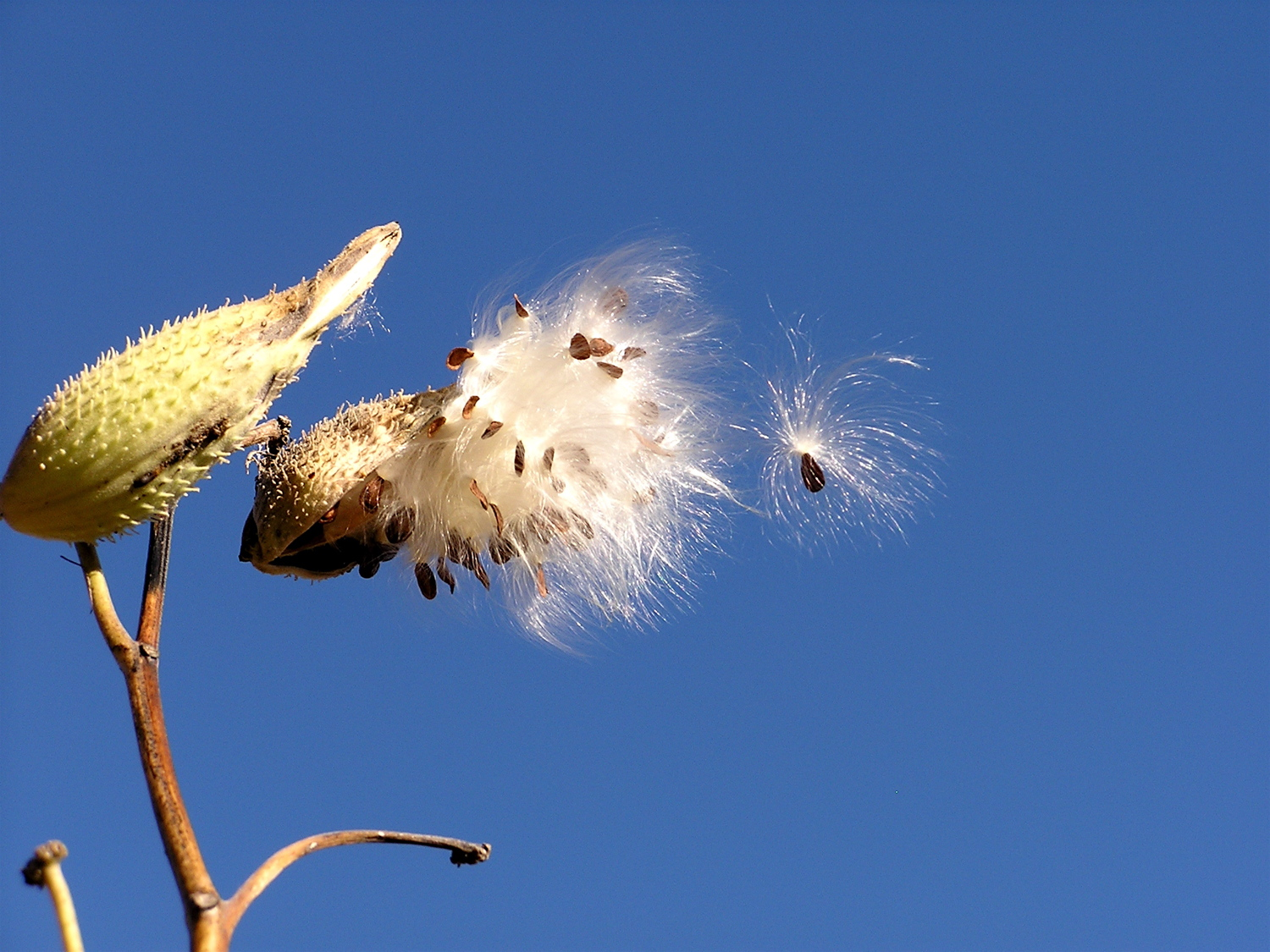

خُو، عَلَف هَرز (پارسی میانه: زاز) (به انگلیسی: Weed) یا گیاه ناخواسته، گیاه خودرویی است که در میان غله‌زارها و باغها روید و تا آن را نکَنند غله و زراعت قوت به هم نرساند و چنانچه باید نشو و نما نکند. برای علف هرز تعریف‌های گوناگونی شده‌است. تعریف مورد قبول بیشتر منابع این است: علف هرز گیاهی است که در جای ناخواسته می‌روید. پیداست که انسان و خواسته او در این تعریف گنجانده شده‌است. به عبارت دیگر علف هرز یک گروه به‌خصوص را در بر نمی‌گیرد بلکه هر گیاهی می‌تواند در برخی شرایط علف هرز بشمار آید.
مفهوم علف هرز به‌ویژه در کشاورزی اهمیت دارد، چون هدف کشاورزی رشد یک یا چند گونه گیاه مخصوص است و در نتیجه سایر گیاهان ناخواسته می‌باشند.
در کشاورزی، باغبانی و جنگلداری، علف‌های هرز از طریق رقابت و آلودگی، بهره‌وری و کیفیت محصولات را کاهش و همچنین هزینه کنترل را افزایش می‌دهند. علاوه براین، بعضی از علف‌های هرز می‌توانند به‌عنوان میزبان برای حشرات و عوامل ایجاد بیماری‌های گیاهی عمل کنند. در مناطق صنعتی نیز، علف‌های هرز می‌توانند باعث خطر آتش‌سوزی شوند؛ و در مناطق مسکونی ممکن است مزاحم کار بشر یا کلا ناخوشایند باشند.

## تقسیم‌بندی علف‌های هرز از روی ویژگیهای ساقه
- علفی‌ها
- بوته‌ای‌ها
- درختچه‌ای‌ها
- شبه درختچه‌ای یا خشبی‌ها
- شبه درختی‌ها و درختان

### تقسیم‌بندی ساقه از روی محیط زندگی
- ساقه گیاهان دولپه‌ای علفی
- ساقه گیاهان تک لپه‌ای
- ساقه‌های تغییر شکل یافته
  - ساقه‌های هوایی خزنده
  - ساقه‌های زیرزمینی
  - ساقه‌های پیچان یا پیچکها
  - ساقه‌های برگ نما
  - ساقه‌های گوشتی
  - ساقه‌های خارنما

## رده‌بندی گیاهشناسی
سیستماتیک یا رده‌بندی گیاهی و جایگاه علف‌های هرز در طبقه‌بندی گیاه‌شناسی:
- گیاهان بدون آوند
- آوندداران
  - نهانزادان آوندی
- دانه داران
  - بازدانگان
  - نهاندانگان
- دولپه ایها
- تک لپه ایها
- دم اسبیان

## سرخس‌ها
- سرخس‌های آبزی
- سرخس‌های خشکزی
- پرسیاوشان معمولی
- پرسیاوشان پاسیاه
- سرخس صخره‌ای
- سرخس مارزبان
- سرخس بسفایج (بسپایک)
- زنگی‌دارو
- سرخس پرعقابی
- سرخس پنجه‌ای
- سرخس نر

## ادبیات فارسی
بکوشم که آباد گردد ز نو
نمانم که ماند پر از خار و خو
فردوسی
این بیت اشاره دارد به تلاشی که فرد باید انجام دهد تا چیزی را آباد کند و بسازد، وگرنه اگر تلاشی نکند، آن چیزی پر از مشکلات و موانع (خار و خو (علف هرز)) باقی خواهد ماند. به نوعی می‌توان آن را به تلاش و کار سخت برای رسیدن به موفقیت و پیشرفت تعبیر کرد.
زمانی بدین داس گندم درو
بکن پاک پالیزم ازخار و خو
اسدی
این بیت بیانگر این است که در زمانی خاص، با استفاده از داس، گندم را برداشت کن و مزرعه را از هر گونه خار و خو (علف هرز) پاک کن. به طور استعاری، اشاره به تلاش برای پاکسازی زندگی و کارها از مشکلات و موانع دارد.